# 龙腾世纪：审判
《龙腾世纪：审判》為一款第三人稱視角的單機動作角色扮演遊戲，由BioWare艾德蒙頓工作室開發，並由美商藝電在2014年11月21日發行于Microsoft Windows、PlayStation 3、XBOX 360、PlayStation 4、Xbox One平台。同时本作也是首款采用寒霜引擎开发的角色扮演遊戲。

## 概要
闇龍紀元：異端審判作為闇龍紀元系列的第三部主要遊戲，是《闇龍紀元II》（2011年）的續集。故事圍繞一位名為異端審判官的玩家角色展開，他們要在賽達斯大陸平息內亂，並封閉天空中一個名為“裂縫”的神秘裂口，這個裂口正在向世界釋放危險的惡魔。《闇龍紀元：異端審判》的遊戲玩法與其前作相似，但包括幾個供玩家探索的半開放世界。玩家主要從第三人稱視角控制異端審判官或他們的同伴，儘管傳統的角色扮演遊戲俯視攝像角度也可用。

## 評價
前作闇龍紀元II的發行遭到了玩家的好壞不一的評價，他們惋惜第一部遊戲《Dragon Age: Origins》（2009年）的復雜性消失了。BioWare將解決《闇龍紀元II》玩家反饋作為主要目標，這影響了其續作的設計決策。最終，BioWare希望第三部《闇龍紀元》遊戲能結合系列前兩部遊戲的元素。自2011年開始開發，BioWare使用EA DICE的Frostbite 3引擎來驅動遊戲，不過這為團隊帶來了很多開發挑戰。他們在開發過程中不得不大量加班，由於老一代遊戲機硬件限制，幾個遊戲功能不得不被剪切。Trevor Morris負責遊戲音樂的創作，取代了之前遊戲的作曲家Inon Zur。
遊戲於2012年9月正式公布為《闇龍紀元III：異端審判》，並於2014年11月在全球遊戲圈內分別在PlayStation 3、PlayStation 4、Windows、Xbox 360和Xbox One平台上發行。遊戲發行後受到了好評，評論家讚揚了其探索玩法、戰鬥、視覺效果、劇本、角色和自定義。遊戲也因其填充內容、技術問題、戰術視角和敘事方面的一些問題而受到一定批評。在商業上，它是BioWare發行的最成功的遊戲之一。它獲得了眾多獎項並入圍了更多獎項，包括多家電子遊戲新聞出版物的年度遊戲。為了支持《異端審判》，已經推出了幾個敘事可下載內容（DLC）包。

## 外部連結
- 官方网站（英文）